# Самоличенко, Иван Иванович
Иван Иванович Самоличенко — советский хозяйственный, государственный и политический деятель, Герой Социалистического Труда.

## Биография
Родился в 1936 году в селе Орловка.
С тринадцати лет на разных работах в колхозе. Окончил училище механизации сельского хозяйства.
С 1953 года работал механизатором в совхозе «Орловский». Почти двадцать лет смог проработать на одном тракторе «ДТ-54».
В 1960-е гг. стал внедрять групповой метод по уборке зерновых. Благодаря его рационализаторскому предложению, увеличив площадь опоры зерноуборочного комбайна на спаренных колёсах, удалось наладить уборку хлебов в условиях затяжной непогоды. Высокой производительности на уборке добивался за счёт уплотнения рабочего дня. За большие успехи, проявленную трудовую доблесть в выполнении принятых обязательств по увеличению производства и продажи зерна, Указом ПВС СССР от 11 декабря 1973 года присвоено звание Героя Социалистического Труда.
Член КПСС с 1974 года.
В 1974 г. И. И. Самоличенко намолотил 12 335 центнеров, а за четыре года 9-й пятилетки — более 50 тыс. центнеров зерна.
Фермер в Татарском районе Новосибирской области.
Награждён двумя орденами Ленина, орденом «Знак Почёта», медалями, в том числе «За освоение целинных земель».
Автор книги «Щедрый колос Барабы».
Делегат XXVII съезда КПСС.
Избирался народным депутатом СССР.
Умер в селе Орловка в 2001 году.